# 馬重績
马重绩，字洞微，五代十国后唐、后晋占卜官员、历法学者。
马重绩年轻时学数术，明太一、五纪、八象、三统大历，居住在太原。唐庄宗镇太原，用兵征伐，马重绩所言无不切中，都询问他，拜大理司直。唐明宗时，废不用。石敬瑭以太原起兵，李从珂派兵围攻，马重绩占筮以九月十月之交战胜。遇《同人》卦，说：“天火之象，乾建而离明。健是君德，明是南面而向的臣德，用来治天下。同人就是人所同，必有与我同一阵营的。《易经》说：‘战乎乾。’乾在西北。又说：‘相见乎离。’离在南方。与我同一阵营的是自北而南吧？乾代表西北，战而胜，应该是九月十月之交吧？”九月，契丹助晋击败唐军，后晋灭后唐。石敬瑭以马重绩为太子右赞善大夫，转任司天监。天福二年（937年），张从宾造反，石敬瑭命重绩占筮，遇《随》卦，说：“南望析木（箕宿、尾宿），它们不相连续，虚处振动，随动覆没。一年到了秋天，就没有什么作为！”七月张从宾失败。石敬瑭大喜，赐以良马、器币。天福三年（938年），馬重績參修宣明曆及崇玄曆而成新曆法《調元曆》，天福四年（939年）进献。马重绩上言：“历象，是王者原来端正元气之始，宣命万邦的，古今所记载的，考察审定多有差误。《宣明曆》气朔正而星度得不到验证，《崇元曆》五星符合但是每年差一天。以《宣明曆》的气朔，综合《崇元曆》的五星，两种曆书互相参验，然后才符合。自前代各种曆书，都以天正十一月为岁首，用太古甲子为上元，积岁越多，误差越严重。臣综合二历，创造新法，以唐朝天宝十四载乙未为上元，雨水正月中气为气首。”石敬瑭下诏让司天监赵仁琦、张文皓等考核得失，赵仁琦等上言：“明年庚子正月朔，用马重绩的历法考察，都符合无误。”于是下诏颁行。用了几年就出现误差，于是不再用。马重绩又言上：“漏刻的办法，以中星考昼夜为一百刻，八又六十分之二十刻为一时辰，半个时辰以四刻十分为正，这是自古所用。现在失传，以午时正中为时辰的开始，下侵未四刻十分而为午，于是昼夜昏晓，都不符合，请按照古制改正。”朝廷听从。马重绩六十四岁去世。